# فرانسوا تييري
فرانسوا تييري (بالفرنسية: François Thierry)‏ هو صانع آلات أرغن فرنسي، ولد في 1677 في باريس في فرنسا، وتوفي بنفس المكان في 1749.